# Карвальял (Бомбаррал)
Карвалья́л (порт. Carvalhal) — район (фрегезия) в Португалии, входит в округ Лейрия. Является составной частью муниципалитета Бомбаррал. По старому административному делению входил в провинцию Эштремадура. Входит в экономико-статистический субрегион Оэште, который входит в Центральный регион. Население составляет 2934 человека на 2001 год. Занимает площадь 32,13 км².